# Thélis-la-Combe
 Thélis-la-Combe  es una población y comuna francesa, situada en la región de Ródano-Alpes, departamento de Loira, en el distrito de Saint-Étienne y cantón de Bourg-Argental.

## Demografía
| 290 | 236 | 197 | 164 | 136 | 146 |
| Para los censos de 1962 a 1999 la población legal corresponde a la población sin duplicidades (Fuente: INSEE [Consultar]) |     |     |     |     |     |